# Jürgen Jürgensen (Politiker, 1883)

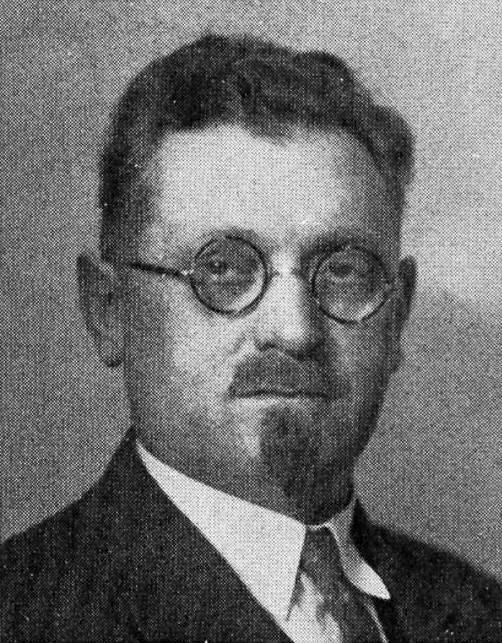
Jürgensens offizielles Landtagsporträt, 1933

Jürgen Rudolf Johann Jürgensen (* 24. Juli 1883 in Langholz (Waabs); † 31. August 1950 in Schönkirchen) war ein deutscher Gewerkschafter und Politiker (USPD, SPD).

## Leben
Er war Sohn des Fischers Friedrich Jürgensen (* 1859, † vor Malmö 26. Januar 1906), der ab 1883 im Holzhandel mit Schweden tätig war. Nach der Volksschule arbeitete er zunächst als Landarbeiter auf großen Gütern. Später arbeitete er in einem Baubetrieb, ab 1912 war er Inhaber eines Pfeifen- und Tabakgeschäfts in Eckernförde. Um 1905 trat er der SPD und den freien Gewerkschaften bei. Dabei konzentrierte er sich zunächst auf die Gewerkschaftsarbeit. 1909 wurde er zum Vorsitzenden des Ortsvereins Eckernförde, Borby und Windeby gewählt. Im Sommer 1917 verließ er zusammen mit über 80 % der örtlichen Parteimitglieder die SPD und trat der neugegründeten USPD bei. Das Militärkommando in Altona schickte ihm daraufhin die Einberufung zum Kriegsdienst bei Verdun. Dort erlebte er auch das Chaos zu Kriegsende, die Auflösung der Armee und die Kapitulation. Mit einem Teil der USPD kehrte er 1922 zur SPD zurück. 
1918 wurde er Mitglied und stellvertretender Vorsitzender des ersten Arbeiter- und Soldatenrats mit dem Zuständigkeitsbereich Wohnungsversorgung. Er war Mitgründer des GWU (Gemeinnütziges Wohnungsunternehmen Eckernförde).
Im Frühjahr 1920 begann in Berlin der Kapp-Lüttwitz-Putsch. Sein Ziel war die Beseitigung der Republik, des ganzen roten Spuks und die Wiederherstellung eines altpreußischen Staats. Der Putsch wurde in Eckernförde und Kiel mit großer Härte durchgeführt. Jürgensen und andere wurden verschleppt. Nach Aufgabe der Putschleitung in Berlin erlangte er wieder die Freiheit während die Besetzung durch die Putschisten fortdauerte. Es gelang ihm den Putsch ohne Blutvergiessen zu beenden.
Seit 1920 war er Sekretär des Gewerkschaftskartells in Eckernförde und leitete die dortige Rechtsauskunftsstelle. Außerdem war er von 1918 bis 1921 Beigeordneter des Landrates des Kreises Eckernförde. Danach gehörte er bis 1925, dann wieder von 1928 bis 1932 der Stadtverordnetenversammlung an und war zeitweise deren stellvertretender Vorsitzender. Seine Frau Katharina (genannt Christine) Jürgensen war eine der ersten weiblichen Abgeordneten in einer Stadtverordnetenversammlung.
Von 1921 bis 1933 war er Abgeordneter, zunächst der USPD, ab 1922 der SPD im Preußischen Landtag. Von 1923 bis 1933 war er Geschäftsführer der SPD-Fraktion. 1929 zog Jürgensen mit seinen drei jüngsten Kindern nach Berlin, behielt jedoch seinen Wahlkreis. Bei der großen Saalschlacht im Landtag am 25. Mai 1932 zwischen den Abgeordneten der NSDAP und der KPD wurde er als Unbeteiligter lebensgefährlich am Kopf verletzt. 
Zu Beginn der nationalsozialistischen Herrschaft organisierte er Unterstützung für die Familien inhaftierter politischer Gefangener. Er erlangte früh genaue Kenntnisse über die Zustände in den Konzentrationslagern. Insbesondere Berichte aus Esterwegen über die Schicksale von Ernst Heilmann (ehemaliger Fraktionsvorsitzender der SPD in Preußen) und von Heinrich Hirtsiefer (ehemaliger preußischer Minister für Volkswohlfahrt und Mitglied des Zentrums) schockierten ihn tief. Er versuchte auf vielfältigen Wegen diese Informationen weiterzuleiten. So wandte sich Jürgensen auch an den früheren Stadtverordneten von Wedding, den Dompfarrer von St. Hedwig (ab 1938 Dompropst), Bernhard Lichtenberg. Die Gestapo deckte mit Hilfe eines V-Mannes die von Jürgensen gehaltenen Verbindungen auf. Auf Veranlassung des stellvertretenden Reichsleiters der geheimen Staatspolizei Werner Best wurde er am 12. Oktober 1935 verhaftet und in der Gestapo-Zentrale verhört. Anschließend wurde er in das KZ Esterwegen, später in das KZ Sachsenhausen verschleppt. Insbesondere in Esterwegen wurde er körperlich und seelisch schwer misshandelt. Eine förmliche Anklage wurde nie erhoben. Mehrere Anträge auf Entlassung aus der Haft wurden von dem stellvertretenden Gestapo-Chef Best wie auch von dem Leiter des KZ, Theodor Eicke, abgelehnt. Nach neun Monaten gab die Gestapo den Grund der Verhaftung preis: „Volksverhetzung und Greuelpropaganda“. Erst nach Garantieerklärungen der Familie wurde er am 17. Oktober 1936 als unheilbar Kranker und völlig Entkräfteter aus der Haft entlassen. Von den Folgen hat er sich bis zu seinem Tod nie voll erholt.
Nach zwei verlustreichen Bombenangriffen siedelte er mit seiner Frau 1944 nach Hamburg zu seinem Sohn Nikolaus Jürgensen über. 1945 wirkte er bei der Neugründung der SPD in Schleswig-Holstein mit. Er war Kandidat der SPD für das Amt des Oberpräsidenten von Schleswig-Holstein. Von 1946 bis 1948 war er Direktor der Schleswig-Holsteinischen Landgesellschaft in Kiel. In dieser Funktion war er zuständig für die Schaffung von Siedlerhöfen, die Bodenreform und die Versorgung der Bevölkerung mit Wohnraum. Die Bevölkerung von Schleswig-Holstein war um mehr als 50 % von 1,6 Mill. vor 1944 auf 2,7 Mill. 1948 angestiegen. 
Jürgensen starb wenige Wochen nach der Landtagswahl 1950, die für die SPD alle Hoffnungen auf eine Fortsetzung der begonnenen Reformen zunichtemachte.
Jürgensen ist Vater des Politikers Nikolaus Jürgensen.